# Beautiful Game Studios
Beautiful Game Studios était le développeur de la célèbre série de jeux vidéo L'Entraîneur. Le studio, basé à Wimbledon[réf. nécessaire], a été créé en 2003 par l'éditeur de jeux vidéo Eidos afin de prendre la succession de Sports Interactive.

## Historique
Le 25 novembre 2009, Square Enix annonce un plan de restructuration : 80 % de la cinquantaine d'employés du studios sont supprimés ou relocalisés dans le studio de Eidos Shanghai. Roy Meredith dirige toujours le studio, qui continue toujours de développer la série L'Entraîneur.
L'Entraîneur 2010 sort le 11 septembre 2009, il est le dernier jeu de la série édité sur PC.
Le dernier jeu en date du studio est une version Iphone de L'entraineur : Championship Manager 2011.